# Otis Clay
Pour les articles homonymes, voir Clay.
Otis Clay, né le 11 février 1942 à Waxhaw dans le Mississippi et mort le 8 janvier 2016  à Chicago (Illinois), est un chanteur américain de soul et de R&B qui a débuté avec le gospel.

## Biographie
Clay est né dans la campagne du Mississippi, dans une famille ancrée dans la musique qui a déménagé en 1953 à Muncie en Indiana. Après avoir chanté avec « The Voices of Hope », un groupe de gospel local, il retourna au Mississippi pour chanter avec « The Christian Travelers », avant de s'installer à Chicago en 1957. Là-bas, il rejoignit une série de groupes de gospel vocal incluant « The Golden Jubilaires », « The Famous Blue Jay Singers », « The Holy Wonders » et « The Pilgrim Harmonizers », avant de réaliser ses premiers enregistrements laïcs en solo en 1962. Mais il ne connut pas le succès, et il rejoignit les "Gospel Songbirds" (où Maurice Dollison chantait du R&B sous le nom de Cash McCall), qui enregistrèrent à Nashville en 1964, puis les « Sensational Nightingales ».
En 1965 Clay signa sur le label One-derful! Records à Chicago, pour réaliser des enregistrements laïcs. Après avoir sorti une série d'enregistrements de soul influencé par le gospel, il connut son premier succès en 1967 avec « That's How It Is (When You're In Love) », qui atteignit la 34e place dans le classement R&B, suivi de « A lasting Love » (classé 48e). En 1968 le label s'écroula et son contrat fut racheté par Atlantic Records, qui a lancé son label subsidiaire Cotilion Records avec la reprise de Clay du hit de Sir Douglas Quintet, « She's About A Mover », produit aux FAME Studios à Muscle Shoals. L'enregistrement est devenu le plus grand succès de Clay atteignant la 97e place au Hot 100 (47e au R&B). Même en continuant sur Cotilion avec « Hard Working Woman » produit par Syl Johnson, et « Is It Over? » produit par Willie Mitchell à Memphis, il connut moins de succès,.
Clay rejoint en 1971 le label de Mitchell, Hi Records, sur lequel il réalisa beaucoup de ses enregistrements de soul blues les plus connus. Son plus grand succès est « Trying To Live My Life Without You », classé 24e fin 1972 au classement R&B, qui précéda « If I Could Reach Out ». « Trying To Live My Life Without You » a été plus tard repris par Bob Seger, dont la version atteignit la 5e place au classement pop en 1981. Après plusieurs singles et l'album I Can't Take It réalisés pour le label Hi Records, Clay rejoignit le label Kayvette Records, où il publia son dernier succès en 1977 « All Because Of Yout Love » (classé 44e),. Il enregistra ensuite pour les labels Elka et Rounder, en plus de son propre label Echo Records.
Clay demeure un artiste populaire se produisant souvent en concert en Europe et au Japon, en plus des États-Unis, et a enregistré deux albums live, Soul Man : Live in Japan et Respect Yourself, enregistré au Festival de blues de Lucerne en Suisse,. Dans les années 1990 il a aussi enregistré deux albums pour Blullseye Blues : I'll Treat You Right et This Time Around (produit par Willie Mitchell). En 2007, il enregistra l'album de gospel Walk a Mile in My Shoes.
Clay a été nommé aux Grammy Awards dans la catégorie « meilleure performance en R&B traditionnel ». Résidant dans la partie ouest de Chicago, il s'implique activement dans les initiatives économiques et culturelles locales incluant le développement du Harold Washington Cultural Center.
Parrain du festival Cognac Blues Passions en 2006, il revient y jouer le 30 juin 2015, pour ce qui sera son dernier concert en Europe. 
Clay meurt le 8 janvier 2016 à 73 ans. Il est inhumé au cimetière de Oak Woods à Chicago.

## Discographie
- Trying to Live My Life Without You (1972)
- I Can't Take It (1977)
- The Only Way Is Up (1982)
- Soul Man : Live in Japan (1983)
- Otis Clay (1985)
- Watch Me Now (1989)
- I'll Treat You Right (1992)
- The Gospel Truth (1993)
- On My Way Home (1993)
- His Precious Love (1994)
- You Are My Life (1995)
- This Time Around (1998)
- Gospel in My Soul (2003)
- Respect Yourself (2005)
- In the House : Live at Lucerne, Vol.7 (2005)
- Walk a Mile in My Shoes (2007)